# ТЖВ
ТЖВ (фр. Trains à Grande Vitesse) је француски брзи воз компаније Алстом.
Први пут је пуштен у саобраћај на пруги Париз-Лион 1981. Од Париза ТЖВ је проширио саобраћај на целу Француску. Воз држи светски брзински рекорд на железницама, па и рекорд просечне брзине.
Резултат успеха ТЖВ-а је био, да су околне државе почеле успостављати своје брзе возове (Немачка ИЦЕ, Белгија Талис, Италија Пендолино,...)
ТЖВ вози са брзином крстарења 320 km/h, а максималном чак 574,8 km/h, шта му омогућавају посебне шине, јаки мотори, мала маса и унутрашња сигнализација промета (возач не мора да прати спољашње семафоре).
За сада, ТЖВ важи за врло поуздан воз, без забележених смртних случајева (март 2007).
ТЖВ користи Шпанија (АВЕ) и Јужна Кореја (КТИкс).

## Историја
Први планови за израдњу су почели 1960, годину дана након почетка израдње јапанског Шинкасена.
Први модели су били са гасним турбинама, које су након енергетске кризе 1973. напуштене.
Сада користе само електричну енергију, коју Француска добија од њених нуклеарних електрана.
Први прототип је направљен 1974. и прешао је пробних милион километара.
Године 1976. у пројект се укључује француска влада и финансира ТЖВ пројекат и конструкцију брзе пруге (Ligne Nouvelle 1).
Први воз за редовне линије је испоручен 25. априла 1980. а ТЖВ редовни саобраћај је отворен 27. септембра 1981. између Париза и Лиона.
Циљна група су били пословни људи, јер се са тим возом путује брже него осталим средствима (до неке даљине чак брже од авиона). ТЖВ је брзо постао врло популаран и прихваћен воз.
1985. почела је изградња линије Тур-Ле Ман (Ligne Nouvelle 2) која је завршена 1989, 1993. завршена је пруга према Калеу (Ligne Nouvelle 3), пруга према југу 1992. (Ligne Nouvelle 4) и 2001. пруга према Марсеју (Ligne Nouvelle 5). У изградњи је пруга Париз-Стразбур.
ТЖВ је, једно време, био други најбржи воз након јапанског Шинкасена. Држи брзински рекорд из 2007.- 553 km/h (пробна вожња), док просјечна брзина од станице до станице износи 263,3 km/h.
3. априла 2007. ТЖВ је направио на прузи Париз-Стразбур нови светски брзински рекорд на железницама - 574,8 km/h (Снимак).

## Шине
ТЖВ користи посебне шине (LGV) који су наменски рађене.
За разлику од обичних шина ове су боље конструисане и тврђе уграђене па тако дозвољавају веће брзине, чак до 320 km/h, док је допуштена брзина на обичним шинама око 220 km/h.
ТЖВ вози на оба типа шина, а при преласку коригује брзину.
Ове шине су у кривинама уграђене под наклоном, да смање ефекат радијалне силе.

## Техничке карактеристике
| Воз           | Максимална брзина | Број седишта | Дужина | Ширина | Маса | Јачина мотора |
| ------------- | ----------------- | ------------ | ------ | ------ | ---- | ------------- |
| ТЖВ југ-исток | 300               | 345          | 200,2  | 2,81   | 385  | 6.450         |
| ТЖВ Атлантик  | 300               | 485          | 237,5  | 2,90   | 444  | 8.800         |
| ТЖВ Ресо      | 300               | 377          | 200    | 2,90   | 383  | 8.800         |
| ТЖВ Дуплекс   | 320               | 512          | 200    | 2,90   | 386  | 8.800         |
| ТЖВ ПОС       | 320               |              | 200    | 2,90   | 423  | 9.600         |